# Jeffersonia
Jeffersonia é um género botânico pertencente à família Berberidaceae.

## Espécies
- Jeffersonia diphylla
- Jeffersonia dubia

1. ↑  «Jeffersonia — World Flora Online». www.worldfloraonline.org. Consultado em 19 de agosto de 2020